# Religió hitita

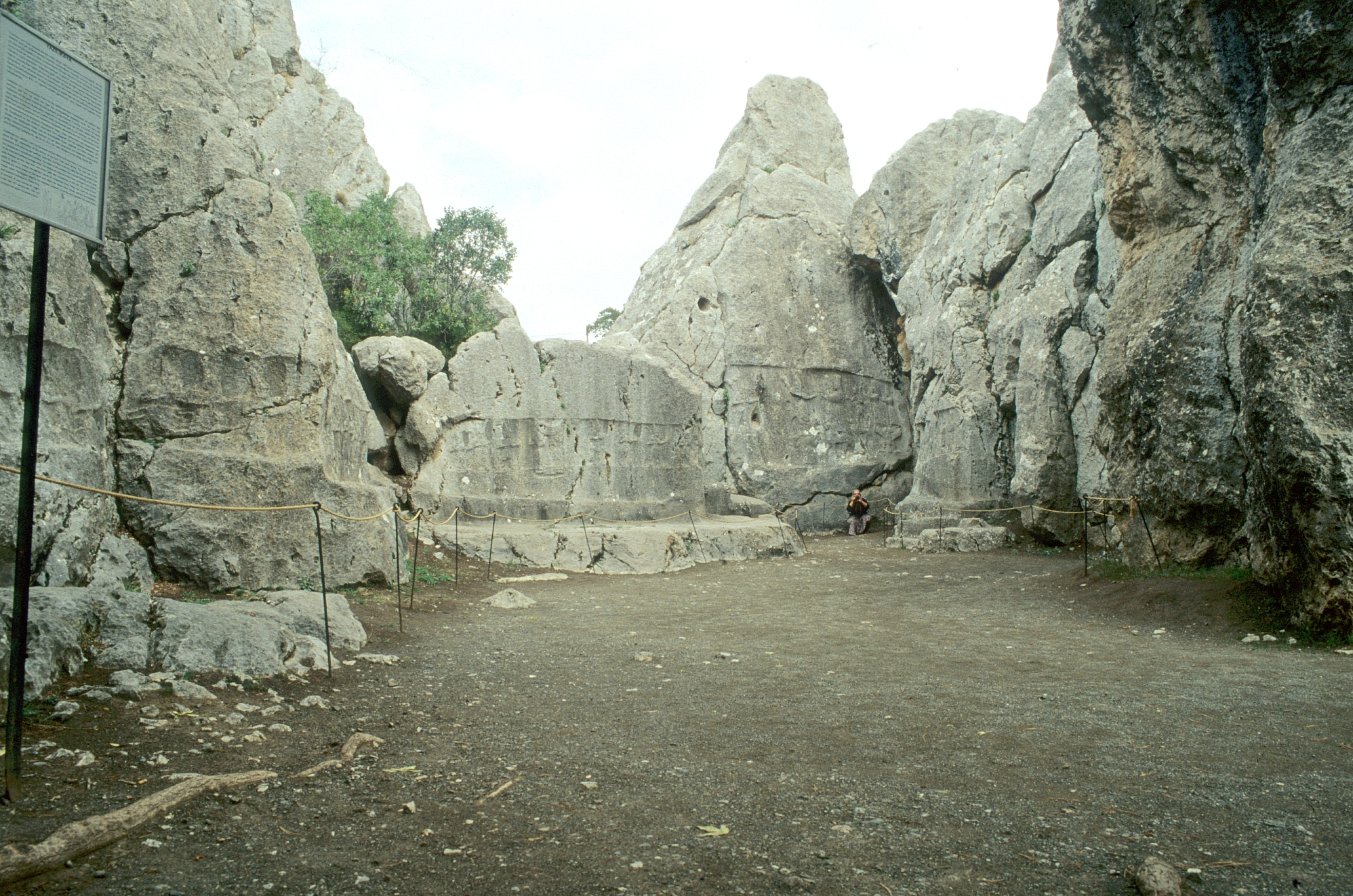
Temple rupestre de Yazilikaya

La religió hitita era una religió politeista practicada pels hitites, poble indoeuropeu establert a Anatòlia, al segon mil·lenni aC.

## Els déus
El panteó dels déus hitites és força complex, degut a diversos factors: la religió hitita és el resultat d'un sincretisme, ja que era habitual que un rei conqueridor portés amb ell a la seva capital els déus de les ciutats o dels regnes vençuts. Per altra banda, no hi ha una llista única i oficial dels déus, i no tots estaven reconeguts de manera general. A més, els déus venerats pels hitites van anar sofrint transformacions, evolucions i canvis al llarg de la seva història. En temps de Tudhalias IV el rei va procedir a una unificació de cultes, reorganitzant i renovant els santuaris i els festivals i cultes, va reparar les estàtues deteriorades, va construir nous temples i va unificar les pràctiques religioses.
Tenia nombrosos déus a més dels que importà d'altres cultures, especialment dels hurrites, degut a la influència cultural d'aquest poble sobre els hitites. El rei era el sacerdot suprem que s'encarregava dels afers religiosos principals. Es feien ofrenes a les divinitats a les que es sacrificaven animals. A les èpoques de canvi d'estació se celebraven festivals religiosos.
Les tauletes trobades a la ciutat d'Hattusa han donat força informació sobre la religió hitita i els seus déus. Hi havia una divinitat solar, que presenta dos aspectes, un de masculí (Nepisas-Utu, déu del Sol del cel, o en luvita Tiwat-, tots dos noms de l'arrel indoeuropea *dieu-) que s'identifiquen amb la divinitat solar Istanu, i un altre femení, Wurusemu una divinitat d'Hatti, la "deessa solar de la terra", identificada amb Arinnitti, la deessa del sol d'Arinna. Aquesta deessa s'identifica també amb la deessa hurrita Hebat, i el seu culte s'estenia sobretot per Kizzuwatna i el nord de Síria. El déu de les Tempestes, en hitita i luvita Tarhu, Tarhuwant o Tarhunta i en hurrita Tessub, una figura que es troba a les religions indoeuropees, assimilable a Dyeus, i que era la gran divinitat hitita. La deessa del Sol i el déu de les Tempestes, segons les tradicions hitites, van legitimar la creació llegendària del regne hitita. Quan les classes dirigents hitites van rebre una gran influència dels hurrites, Tessub va passar a ser el nom del déu de les Tempestes. Tessub va tenir un opositor, Kumarbi, déu del Cel dels hurrites, que, vençut, es va retirar de la lluita. Aquestes dues divinitats, Tessub i Arinnitti, van tenir fills, en un nombre variable, segons les fonts d'Hatti, dels hitites o dels hurrites. Els més famosos eren Telepinu, déu del gra, de la vegetació i de l'agricultura, el déu de les tempestes de Nerik, el déu de les tempestes de Ziplanda, la deessa Mezulla, a la que s'invocava amb freqüència com a intermediària entre els homes i els "Grans déus".
A l'anomenat Testament d'Hatusilis redactat per Hattusilis I, el rei hitita recomana al seu net i hereu Mursilis I que pensi respectuosament en el culte als déus, i que procuri que tinguin sempre "la seva part de pa, la seva part de vi, el seu plat de pa i la seva sèmola d'ordi", i que no es retardi en les ofrenes. "Si et retardes la desgràcia caurà altra vegada sobre Hattusa".

## Divinitats locals
Moltes ciutats tenien els seus propis déus, normalment organitzats al voltant d'una parella, el déu de les Altures (una muntanya) i la deessa de les Aigües (una font). El déu tenia una naturalesa celeste que prevenia els esdeveniments dolents, i la deessa influïa en la terra i el subsol, i era propiciatòria de la fecunditat. També hi havia divinitats protectores, que exercien el seu poder sobre quasi qualsevol aspecte de la realitat. Protegien la persona, les muntanyes, la terra de Hatti, l'exèrcit, la casa, els ramats, el rei, la llança, el jurament... Desataca la deessa Inara, que protegia la ciutat d'Hattusa. També hi havia divinitats de la guerra, com ara Sausga, d'origen hurrita i Wurunkatte de procedència hatti, i les deesses de la Terra i deesses mares, que s'invocaven en conjurs i rituals màgics, com ara Ḫannaḫanna i Ammamma, la consellera dels déus. Altres divinitats eren patrocinadores de la màgia, i també protectores.
L'any 1834 es va descobrir un santuari rupestre a Yazilikaya on es veu el sincretisme religiós que va dur a terme Tudhalias IV. A la cambra principal el rei s'hi va fer representar amb els atributs del déu Sol, dret dalt de dues muntanyes. A les parets de la cambra es conserven encara les efigies de 65 divinitats del període imperial, a la paret de l'oest les divinitats masculines encapçalades per Tessub, i a l'oriental les femenines, que presideix Hebat.
Algunes ciutats eren centres principals del culte a les divinitats, com ara Samuha, Arinna i Uda, però n'hi hagué moltes més.

## Els reis hitites
La persona del rei era sagrada. Exercia el poder per dret diví i representava els déus a la terra. Era el summe sacerdot, i en aquestes funcions se'l representa amb el cap cobert i una túnica llarga fins als turmells, pròpia dels sacerdots, i amb un bastó a la mà amb l'extrem corbat. Es deia del rei que "tots els déus l'afavorien" i el protegien. Cada rei tenia un déu tutelar, per exemple Mursilis II estava especialment protegit per la deessa del Sol, Arinnitti, a Muwatal·lis II el protegia el déu de les Tempestes i els Llamps, i a Hattusilis III la deessa Ixtar. S'havien de responsabilitzar de les ofenses comeses pels seus súbdits, que només es podien redimir aplicant el càstig adequat. De vegades la ira dels déus amenaçava la vida del rei, que se n'assabentava per un somni o per l'examen de les entranyes d'un animal sacrificat. Es podia evitar el dany designant un substitut humà o animal, o una imatge de fusta de mida natural per a que ocupés el lloc del rei durant el període de major risc. Si el rei havia comès una ofensa greu, tot el regne podia ser castigat.
Entre les obligacions religioses dels reis hi havia la de assistir i participar en les celebracions religioses més importants, que se celebraven a diverses ciutats del regne. Si no hi anava podia atreure sobre ell i sobre la seva família terribles càstigs divins. Les festivitats se celebraven regularment segons el calendari religiós anual i sovint duraven diversos dies. En cas de necessitat, per exemple en períodes de guerra, el rei nomenava un substitut, de forma preferent un membre de la seva família. El rei, quan moria "es convertia en déu".